# Mary Smith
Mary Smith war eine Aufweckerin im Londoner East End der 1930er Jahre. Sie war eine bekannte Figur ihrer Zeit, über die häufig in den Zeitungen berichtet wurde. Ihr Leben und Wirken wurde in einem Kinderbuch verewigt.
Mary Smith war eine der wenigen Frauen, die den Beruf des Aufweckers ausübten. Sie hatte ihre eigene Methode des Aufweckens entwickelt und verschoss Erbsen, um ihre Klienten zu wecken. Sie galt als sehr zuverlässig und soll das Fenster, bzw. die Türe ihrer Klienten erst verlassen haben, wenn diese sich zeigten. Sie stand selbst wohl regelmäßig um drei Uhr morgens auf, um pünktlich mit dem Wecken zu beginnen. Für ihre Dienste verlangte sie den damals üblichen Tarif von einem Sixpence pro Woche. Sie galt als umgängliche Person, die Nachbarn grüßte und zum Tee einlud.
Auch ihre Tochter Molly Moore wurde eine bekannte Aufweckerin. Nach eigenen Angaben war sie die letzte aktiv tätige Aufweckerin.
Mary Smith ist die Hauptfigur des Kinderbuches Mary Smith von Andrea U'Ren, in dem auch ihre Tochter Molly eine Erwähnung findet. Das Buch erzählt einen beispielhaften Tagesablauf von Mary Smith.